# Watara Supervision
La Supervision és una consola portàtil de joc produïda per l'empresa taiwanesa Watara entre 1992 i 1996, durant la quarta generació de videoconsoles, quan la Game Boy de Nintendo ja dominava el mercat de portàtils; també va ser comercialitzada per altres empreses com Audio Sonic, Hartung (Alemanya), Quickshot (Regne Unit), Videojet o Vini Videojet amb els noms d'Electrolab (a l'Argentina), Hypervision, Tiger Boy, Travel Mate o Quickshot Supervision (al Regne Unit).
Encara que la Supervision era tècnicament superior a la Game Boy en alguns aspectes (una pantalla de 160×160 píxels, però pitjor en moviment), més barata (40 dòlars menys, encara que Nintendo baixà el preu al poc de temps) i tingué promoció internacional (fins i tot aparegué com a premi en concursos televisius), fracassà en l'obtenció de llicències de jocs rellevants, per la qual cosa deixà de produir-se quatre anys després de l'eixida:
sense el suport d'altre productors de jocs internacionals —pràcticament tots els cartutxs de Supervision són de fabricants taiwanesos o de Hong Kong—, la qualitat del seu catàleg de títols era pobra, formada per clons d'altres jocs com Crystball (inclòs amb la consola) o Super Block; l'única llicència notable és la del Super Pang.
La segona versió de la consola, amb pantalla abatible, és compatible amb el perifèric TV-Link, consistent en una base que necessitava quatre piles AA més i un cartutx especial per a connectar-la a la televisió i jugar els jocs en quatre colors en compte de grisos, encara que el programari n'interpretava alguns de manera cridanera.

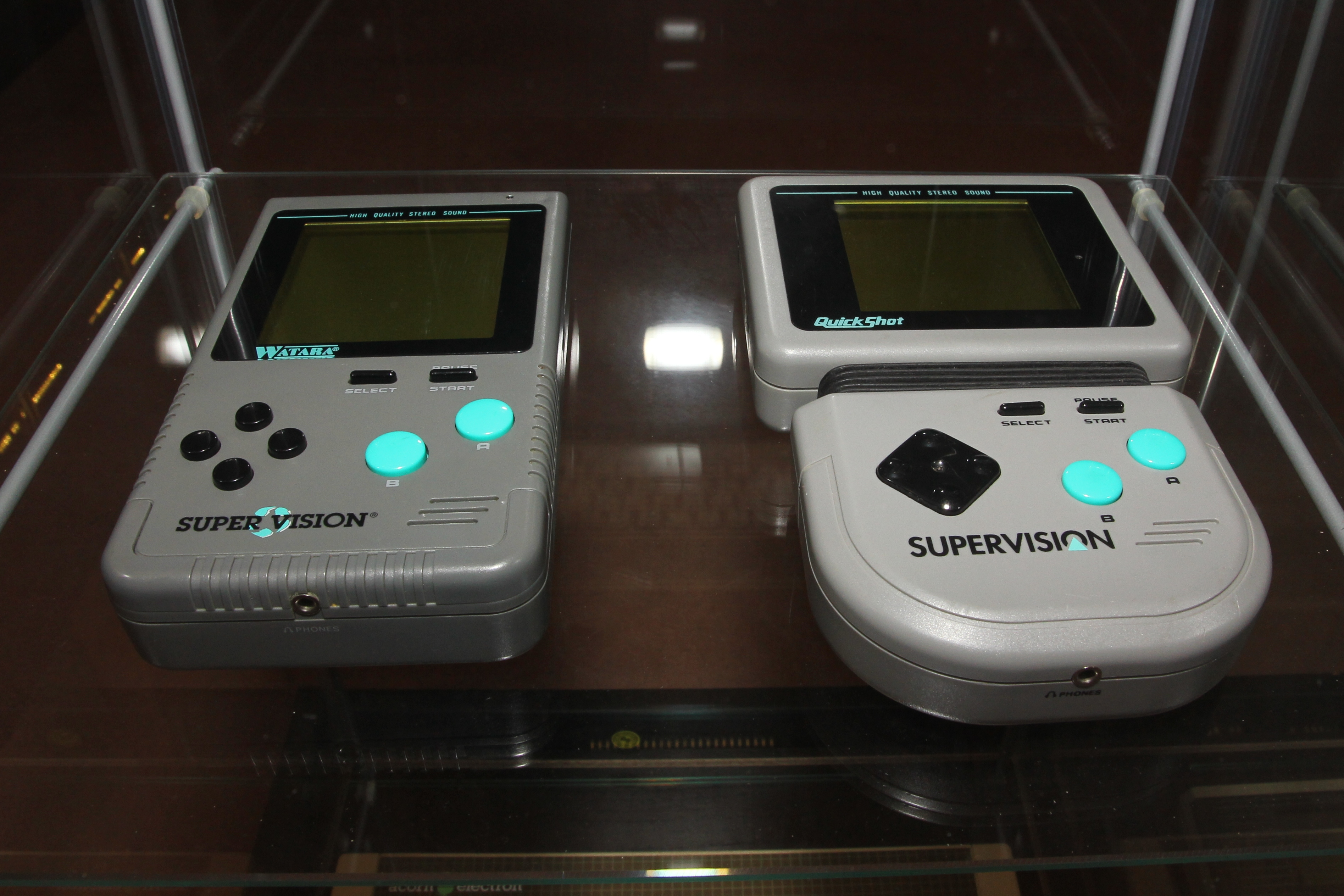
Les Watara i Quickshot
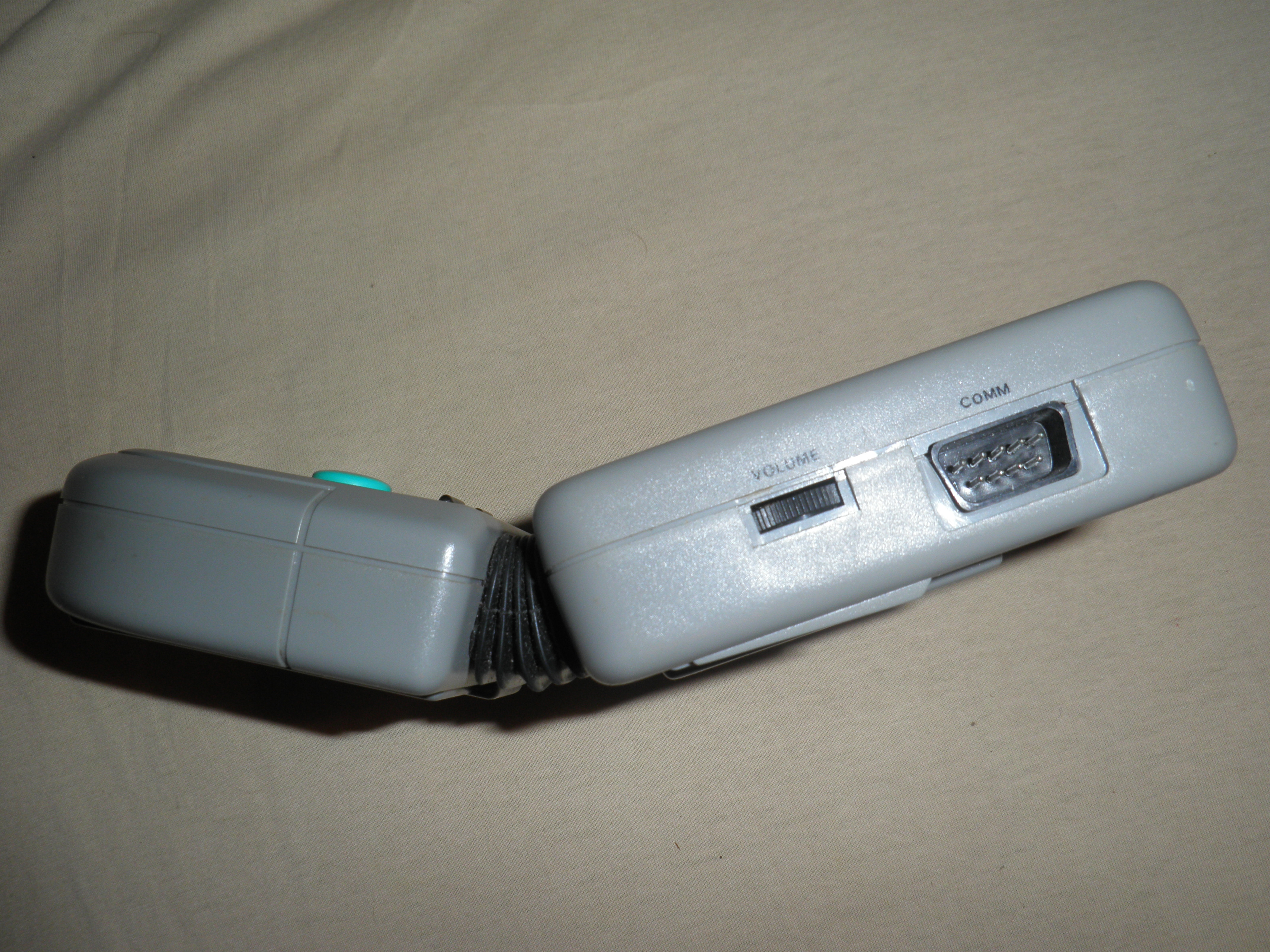
Detall del port de TV
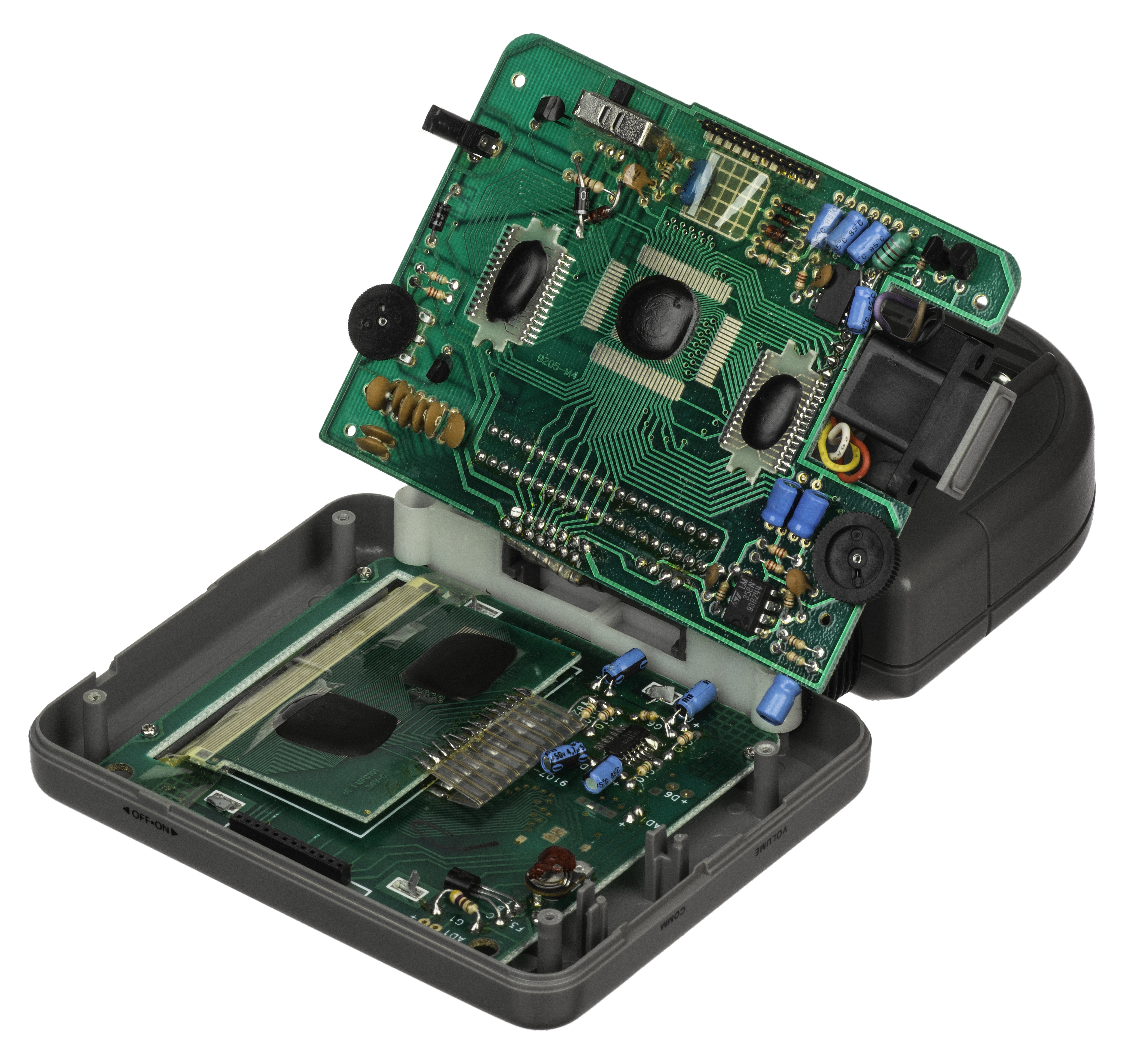
Vista interior
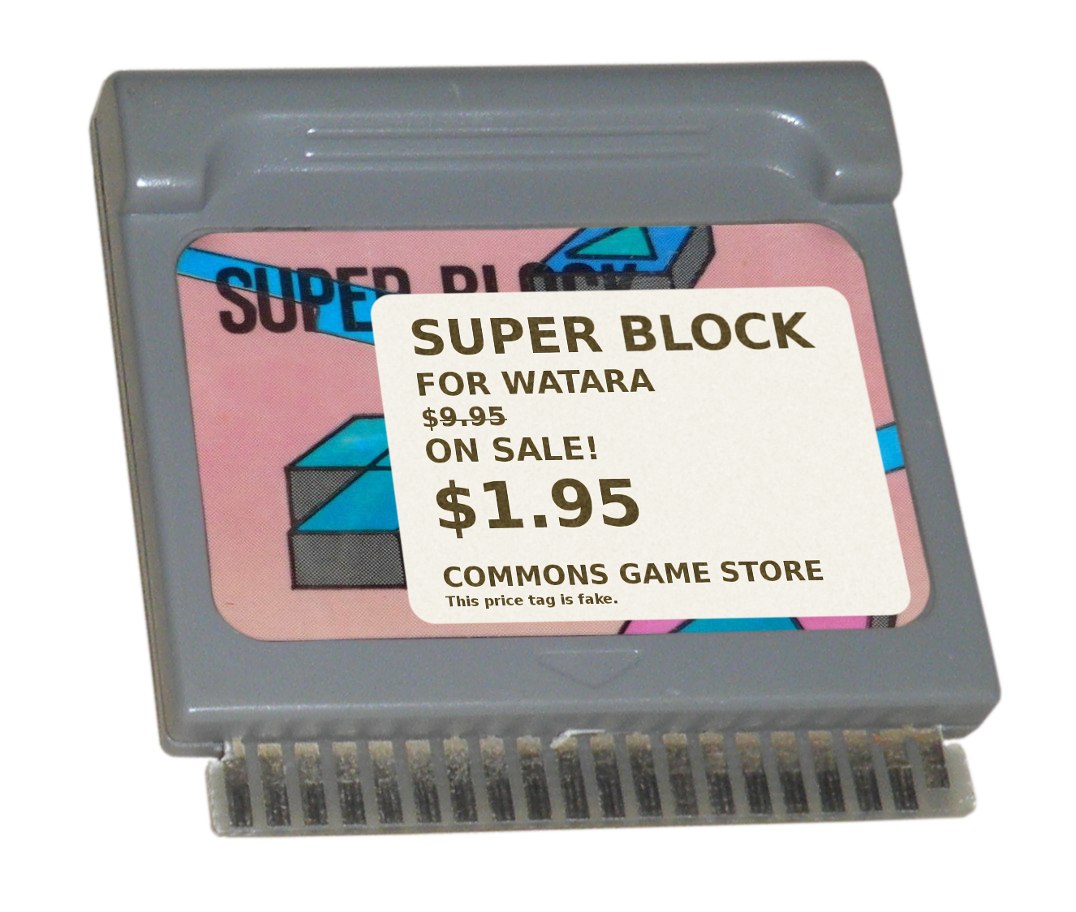
Cartutx de Super Block

Encara que a Europa els cartutxs es venien en caixes de cartó, com els de Game Boy, a l'Amèrica del Nord es comercialitzaven en paquets de plàstic d'un sol ús, la qual cosa fa més difícil trobar exemplars de col·leccioniste: dels cinquanta-sis jocs publicats a occident, se n'han emulat quaranta-set, amb programari per a Dreamcast, Game Boy Advance, GP2X, Nintendo DS, Windows i Xbox.